# Ге, Николай Николаевич
Никола́й Никола́евич Ге (15 [27] февраля 1831, Воронеж — 1 [13] июня 1894, хутор Ивановский, Черниговская губерния) — русский живописец и рисовальщик, один из общепризнанных лидеров реалистической школы пореформенной эпохи, скульптор, теоретик искусства и писатель. Один из членов-учредителей Товарищества передвижников (с 1870). Профессор (1864—1890) и сверхштатный член (1872—1891) Императорской Академии художеств.

## Биография

### Детские и юношеские годы
Николай Ге родился в Воронеже в семье помещика Николая Ге. Старший брат драматурга Ивана Ге.
Предки: прадед художника, французский дворянин Матьё де Ге (Matieu de Gay), эмигрировал из Франции в Россию в 1789 году (начало Великой французской революции); дед художника, Осип Матвеевич, служил в чине прапорщика в Конно-гренадерском Военного ордена полку и, по Указу Екатерины II от 8 февраля 1793 года, в числе 2406 французов, проживавших в России, в обязательном порядке подписал документ о присяге, «осуждающий злодеяния революции и поклялся на Святом Евангелии в верности Божьей милостью ниспосланной королевской власти» (то есть подтвердил свою приверженность Бурбонской монархии).
В 1831 году, когда родился Николай, в центральных губерниях России свирепствовала холера. Мать будущего художника Елена Яковлевна (урождённая Садовская) скончалась от холеры спустя три месяца после рождения сына. Заботы о воспитании новорождённого взяли на себя бабушка Дарья Яковлевна, урождённая Коростовцева, и няня, крепостная женщина. Раннее детство Николая прошло в деревне. В 1840 году Ге учился и жил в частном пансионе Гедуэна в Киеве. В 1841 году поступил в Первую киевскую гимназию, где преподавателями уже были замечены способности Николая к рисунку и живописи и юноше предсказана будущность художника. Однако по окончании гимназии, в 1847 году, Николай по совету отца поступил на физико-математический факультет Университета Святого Владимира.

### Санкт-Петербург. Выбор призвания
В Санкт-Петербурге жил старший брат, к которому и переехал Николай, мечтавший вопреки воле отца об обучении в столичной Императорской Академии художеств. Поступить в Академию молодой человек не решился и продолжил обучение на математическом факультете Санкт-Петербургского Императорского университета. Обучаясь в университете в 1848—1849 годах, Николай упорно учится рисованию в стенах Эрмитажа.
В 1850 году Ге оставил университет и поступил в Императорскую Академию художеств, где занимался под руководством академика, профессора живописи, известного петербургского художника Петра Басина. Ещё в юном возрасте, поражённый творчеством Карла Брюллова, Николай тщательно изучает и копирует стиль и живописные приемы любимого художника, что наложило определённый отпечаток на его собственную живописную манеру. В Академии Николай Ге пробыл семь лет. За работу «Ахиллес оплакивает Патрокла» он в 1855 году получил Малую золотую медаль Академии. 28 октября 1856 года венчается с Анной Петровной Забело в церкви Рождества Пресвятой Богородицы в местечке Монастырище Нежинского уезда Черниговской губернии.
За выпускную работу «Саул у Аэндорской волшебницы» в 1857 году Совет ИАХ присудил Ге Большую золотую медаль, что давало право на поездку за границу за счёт Академии и звание классного художника 1-й степени. Весной 1857 года Николай Ге, не дожидаясь разрешения о выдаче ему пансиона, и его жена «побежали за границу», туда, «где ширь, где свобода…».

### Пребывание в Европе
Молодой художник посетил Германию, Швейцарию, Францию, Италию.
В Париже на него сильное впечатление произвели два художественных события — Салон 1857 года и посмертная выставка произведений Поля Делароша. В Риме он познакомился с А. Ива́новым, чьё творчество оказало «очень глубокое воздействие на Ге», что заметно уже в эскизе «Возвращение с погребения Христа» (1859).
В этот период, как и в бытность свою в Академии, Николай Ге писал портреты. Так в 1858 году выполнен портретный этюд жены. Помимо этого он выполнят эскизы на исторические сюжеты — «Смерть Виргинии» (1857—1858), «Любовь Весталки» (1858) и «Разрушение Иерусалимского храма» (1858). Эскиз «Смерть Виргинии» — весьма подражательная вещь и «своим драматизмом, выразительной пластикой жестов, композиционным приёмом… напоминает знаменитую картину Брюллова „Последний день Помпеи“». Ге остался недоволен этими эскизами. На некоторое время художник оставляет работы на исторические темы и пишет с натуры — совершает поездку в Неаполь, где пишет множество этюдов. В 1860 году он покидает Рим и переселяется во Флоренцию, где пытается писать эскиз «Смерть Ламбертации» (1860), но вскоре бросает эту работу.

### Творческий успех и общественное признание
В 1861 году Ге начал писать «Тайную вечерю», а в 1863 году привёз её в Петербург и представил на осенней выставке в Академии художеств. Картина произвела на публику сильное впечатление. Официальная пресса усмотрела в картине «торжество материализма и нигилизма», а цензура запретила воспроизводить эту картину в копиях. Тем не менее «Тайная вечеря» кисти Николая Ге была приобретена российским императором в личную коллекцию. Таким образом, творчество Ге получило общественное признание и несомненный успех у искушённой столичной публики. За «Тайную вечерю» Академия присвоила Николаю Ге звание профессора.
Техника исполнения полотна была несколько необычной и весьма трудоёмкой. Первоначально художник выполнил скульптурный эскиз, чтобы выявить экспрессию пластической формы многофигурной композиции. Это позволило на полотне отказаться от локальной системы колорита; объёмность формы художник «лепит» светом. Предварительно были также выполнены живописные этюды. Так, голову апостола Иоанна написал со своей жены, апостола Петра — с самого себя. Прообразом Христа стала творческая переработка портретов А. И. Герцена и русского певца Г. П. Кондратьева. В подмалёвке картина была выполнена в течение недели, и затем последовало несколько месяцев упорной и трудоёмкой работы. Классический сюжет получил в творчестве художника неожиданное и эмоционально сильное отображение.

### Флорентийский период
После недолгого пребывания в России, в начале 1864 года Ге возвращается во Флоренцию, где пишет много эскизов на евангельские сюжеты («Христос и Мария, сестра Лазаря», «Братья Спасителя» и др.), начинает новую большую картину «Вестники Воскресения». В это пребывание во Флоренции Ге знакомится и сближается с Герценом. Ге вспоминал: «Однажды, в конце 1866 года, неожиданно для нас пришёл к нам Герцен… Я онемел от радости, впившись в него глазами…». С разрешения Александра Герцена художник пишет его портрет. Решение «писать Герцена» было чрезвычайно рискованным; Александр Герцен был «государственным преступником» и политическим эмигрантом — непримиримым противником крепостничества и русского самодержавия. Полотно было закончено очень быстро — за пять сеансов, оно оставляет ощущение свежести и непосредственности. По мнению критиков, портрет Герцена — лучший в творческом наследии Николая Ге.
Художник пишет также много других портретов и деятельно работает с натуры. В 1867 году Ге оканчивает свою картину «Вестники Воскресения» и высылает её на выставку Академии художеств, но его картину там не принимают. Друзья художника выставляют её в художественном клубе, но картина никакого успеха у публики не имеет. Та же участь постигает и новое его произведение — «Христос в Гефсиманском саду».

### Возвращение в Россию. Петербургский период
В конце 1869 года Николай Ге возвращается в Россию, где принимает горячее и деятельное участие в организации Товарищества передвижников. Для Первой Передвижной выставки Ге написал картину «Пётр I допрашивает царевича Алексея Петровича в Петергофе» (1871). Картина произвела сильное впечатление на современников и в дальнейшем была куплена известным меценатом и коллекционером Павлом Третьяковым для своей коллекции.
С 1869 по 1875 год Николай Ге живёт и работает в Петербурге. Здесь им написаны блестящие портреты известнейших интеллигентов России: писателя Ивана Тургенева, поэта Николая Некрасова, писателя-сатирика Михаила Салтыкова-Щедрина, историка Николая Костомарова, скульптора Марка Антокольского и других.
Николай Ге в это время исполняет также скульптурный портрет русского критика В. Г. Белинского.
В «петербургский период» творчества Ге также написал картины на исторические темы: «Екатерина II у гроба Елизаветы» (1874) и «Александр Сергеевич Пушкин в селе Михайловском» (1875), которые, однако, уступают по мастерству исполнения «Допросу Петра I».
Ге пробует свои силы в различных жанрах: портретном, историческом, религиозном… Творческая неудовлетворённость и материальные невзгоды заставляют Николая Ге покинуть столицу Российской империи.

### Черниговский период
В 1875 году Ге навсегда покинул Петербург и переселился на Черниговщину. Он купил небольшой хутор в Черниговской губернии, неподалёку от железнодорожной станции Плиски. До 1879 года художник почти не работал. В его душе совершился серьёзный переворот: он на время отказался от искусства и занялся вопросами религии и морали. В своих записках Николай Ге пишет, что надо жить сельским трудом, что искусство не может служить средством к жизни, что им нельзя торговать.
Крайняя нужда, однако, заставила художника ради получения средств к существованию и выплаты накопившихся долгов писать много заказных портретов местных богачей, за которые Ге брался крайне неохотно. Так, им выполнены парные портреты крупного сахарозаводчика Терещенко и его супруги, портрет соседа по имению крепостного помещика И. Я. Петрункевича (1878) и другие.
Свидетельством духовного кризиса, по-видимому, можно считать картину «Милосердие» (1880), где Николай Ге нарушил все тогдашние каноны в изображении Иисуса Христа; его герой изображён в виде оборванного нищего. Работа подверглась уничтожающей критике и не была принята «в обществе». В порыве душевного волнения художник уничтожил это полотно. Впоследствии специалисты Третьяковской галереи с помощью рентгенограммы обнаружили картину «Милосердие»: поверх неё и была написана маслом картина «Что есть истина?».

### Дружба со Львом Толстым. Последний период творчества
В 1882 году Ге прочел статью Льва Толстого «О переписи в Москве», что стало основанием возвращения Ге к искусству и поездки к Толстому для знакомства. Спустя два года, в 1884-м, Ге написал портрет писателя.
Затем последовал новый ряд картин на религиозные сюжеты — «Выход с Тайной вечери» (1889), «Что есть истина?» (1890), «Иуда» (Совесть) (1891), «Суд Синедриона. „Повинен смерти“» (1892) и, наконец, «Распятие» в нескольких вариантах. В то же время он пишет портреты Лихачёвой, Костычева и других; делает рисунки к повести Л. Н. Толстого «Чем люди живы» и лепит бюст писателя.
В российских газетах разгорелась полемика по поводу последних произведений Ге. По мнению большинства критиков, картина «Что есть истина?» не соответствовала смыслу евангельского рассказа, что было главным критерием оценки произведения. В большей части газет и журналов было высказано резко отрицательное отношение к картине. В то же время ряд критиков (среди которых был Даниил Мордовцев) выступили с защитой произведения Ге. В целом, можно сказать, что критика приобрела характер травли, что подготовило общественное мнение к официальному запрещению картины. 6 марта 1890 года К. П. Победоносцев в донесении Александру III охарактеризовал картину как «кощунственную, глубоко оскорбляющую религиозное чувство, и притом несомненно тенденциозную» и предположил, что её публичный показ может привести к возникновению в народе «нареканий на правительство». Картину «Что есть истина?» сняли с выставки; один из поклонников Ге повёз её по Европе и в Америку, но там особого впечатления она не произвела. Та же участь постигла «Суд Синедриона». В центре острой дискуссии в 1894 году на выставке Товарищества передвижников оказалось «Распятие» Николая Ге. По требованию императора Александра III оно было удалено из экспозиции Товарищества передвижных художественных выставок. Был наложен запрет на её публичную демонстрацию в музеях и выставочных залах, поэтому желающие знакомились с картиной на частных квартирах близких друзей художника в Москве и Санкт-Петербурге. После смерти Николая Ге картина вошла в коллекцию его сына Николая, некоторое время находилась на хранении (без права экспонирования в залах) в Третьяковской галерее, но была из неё удалена по решению Совета галереи. В 1899 году Николай Ге (младший) вывез полотно и другие принадлежавшие ему работы отца в Швейцарию. В настоящее время местонахождение полотна неизвестно. Неоконченный вариант «Распятия», относящийся к 1892 году, в настоящее время находится в коллекции Музея Орсе в Париже.
В 1893 году, незадолго до своей кончины, Ге пишет автопортрет (в Картинной галерее в Киеве). С холста предстаёт немолодой человек, который не утратил пристального взгляда на жизнь и творчество. «Автопортрет» считается одной из лучших работ художника.
Под влиянием толстовства Ге стал вегетарианцем.
Николай Николаевич Ге скончался на своём хуторе Ивановский (ныне — село Шевченко, Бахмачский район) 1 (13) июня 1894 года, где и похоронен.
Одна из главных заслуг Николая Ге, по мнению критиков, заключается в том, что он первым среди русских художников уловил новое реалистическое направление в библейских сюжетах.

### Семья
Жена: Анна Петровна Забела (Забелло-Ге; 1831—1891), родом из села Монастирище Нежинского уезда Черниговской губернии.
Сыновья:
- Николай Николаевич (младший; 1857—1938), в 1895 году поселился в Алуште со своей двоюродной сестрой Зоей Григорьевной Рубан-Щуровской (1861—1942), участницей народовольческого движения.
- Пётр Николаевич (1859—1939[26]), был женат на своей двоюродной сестре, Екатерине Ивановне Забеле, родной сестре певицы Надежды Ивановны Забелы-Врубель, ставшей женой художника М. А. Врубеля.

## Адреса
- Воронеж, ул. Освобождения Труда, д. 7 и 7б.
- 1871 год — Дом М. Сундукова — Санкт-Петербург, 7-я линия, 36[27].

## Булгаков и Ге
По одной из версий, линия в романе Михаила Булгакова «Мастер и Маргарита», посвященная Иешуа Га Ноцри, была вдохновлена картиной Ге «Что есть истина?».

## Коллекции
Коллекции работ Н. Н. Ге хранятся во многих музеях мира, в том числе в Третьяковской галерее (Москва), Русском музее (Санкт-Петербург), Картинной галерее — бывшем Музее русского искусства (Киев).
В мае 2011 года Третьяковская галерея стала владельцем коллекции рисунков Н. Н. Ге. Коллекция состоит из 55 листов крупного формата; в неё входят этюды, эскизы и наброски к произведениям разных лет, иллюстрации.
Широкую известность получила находка 2011 году в фондах Музея истории Донского казачества картины Николая Ге «Распятие» — единственного известного на настоящее время полотна художника, написанного, вероятно, по заказу лютеранского или католического храма в качестве запрестольного образа. В настоящее время полотно представлено в постоянной экспозиции Атаманского дворца — филиала музея.

## Галерея
- «Пётр I допрашивает царевича Алексея Петровича в Петергофе»
- «А. С. Пушкин в селе Михайловском»
- «Портрет физиолога доктора Морица Шиффа»
- «Портрет Л. Н. Толстого»
- «Христос и Никодим»
- «Мария, сестра Лазаря, встречает Христа, идущего к ним в дом»
- «Тайная вечеря»
- «Выход Христа с учениками с Тайной вечери в Гефсиманский сад»
- «В Гефсиманском саду»
- «Совесть, Иуда»
- «Что есть истина?»
- «Суд синедриона»
- «Голгофа»
- «Распятие» (неоконченный вариант 1892 года) из Музея Орсе в Париже
- «Вестники Воскресения»

## В филателии
- Почтовые марки России, 2006 год
- Портрет работы Репина
- Картина «Пётр I допрашивает царевича Алексея в Петергофе»

## Публикации текстов и документов
- Ге Н. Н. и др. Николай Николаевич Ге : Письма. Статьи. Критика. Воспоминания современников / вступит. статья, сост. и примеч. Н. Ю. Зограф. — М. : Искусство, 1978. — 399 с., 25 л. ил. — (Мир художника). — 50 000 экз.